# Saarburg

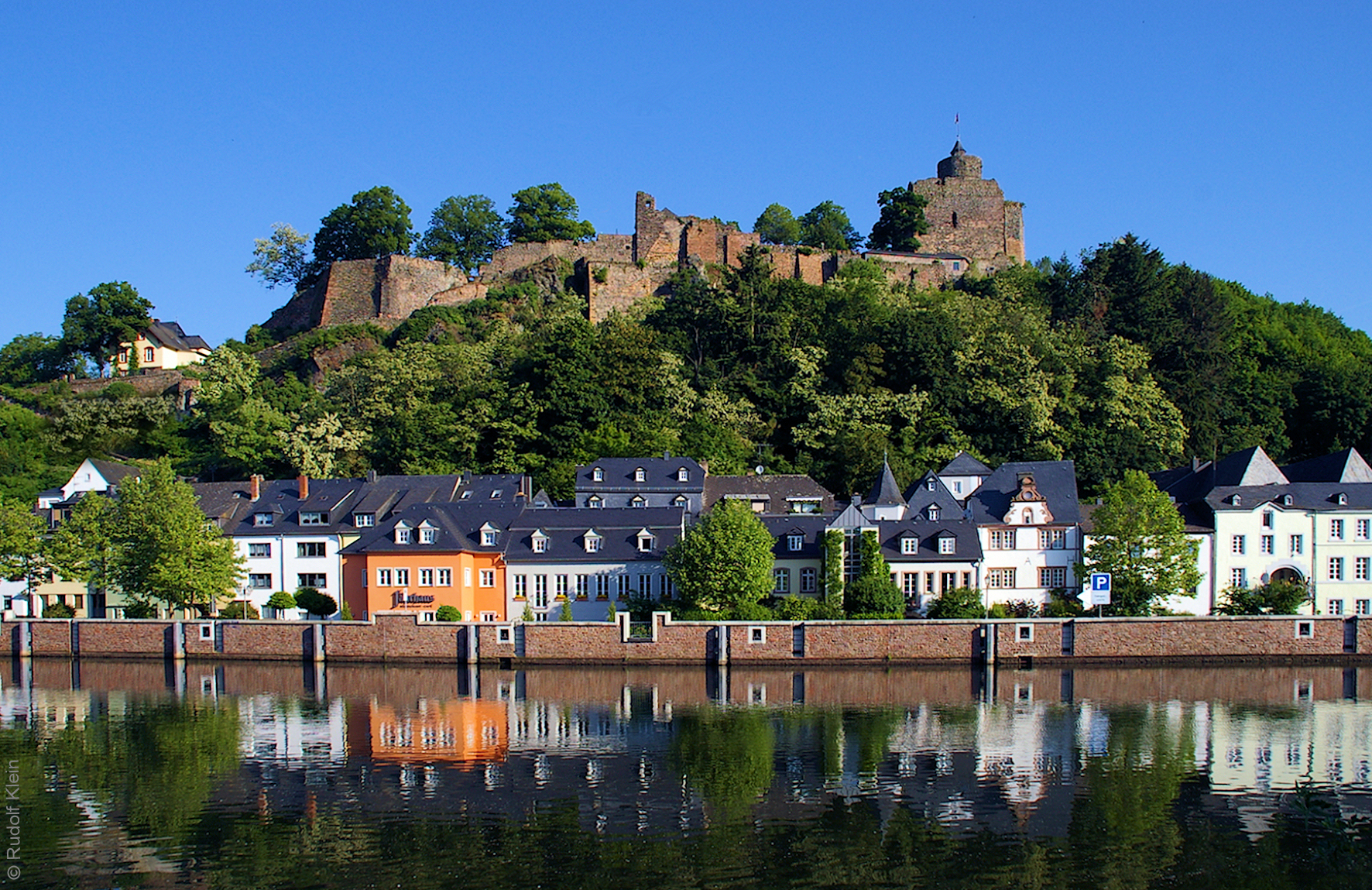
Die Burganlage über dem Saarufer

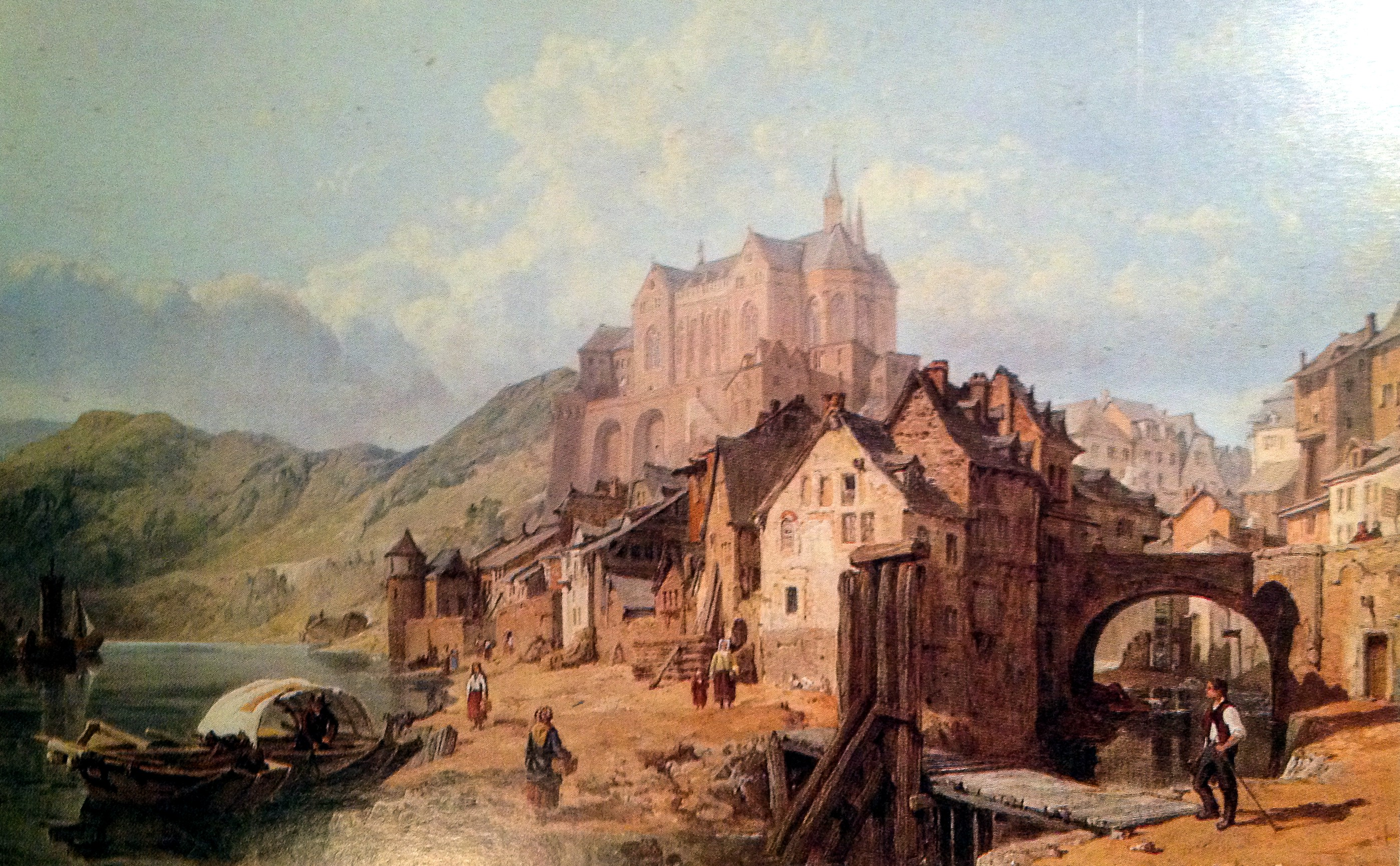
Saarburg um 1850,
Gemälde von G. C. Stanfield

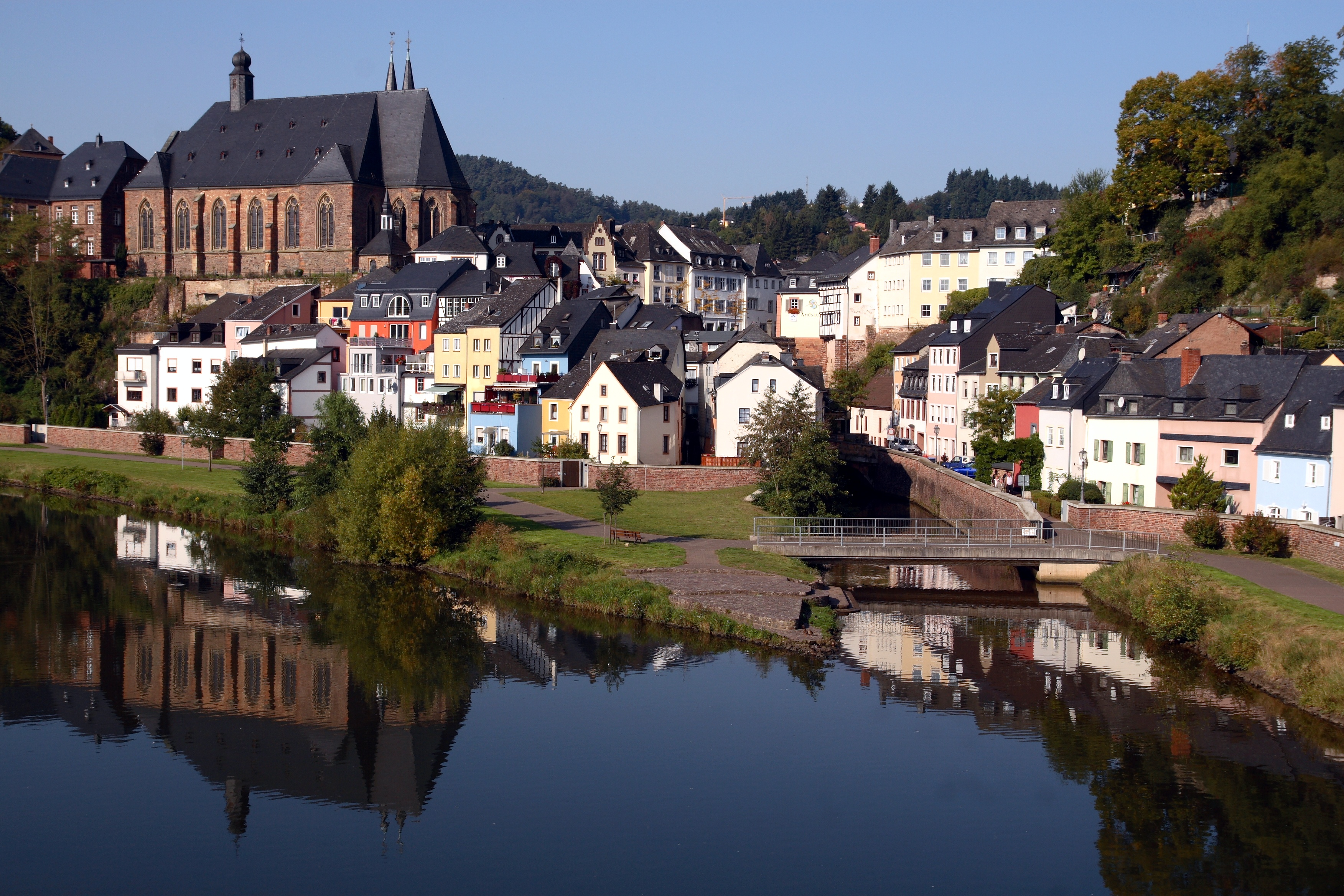
Saarburg 2007

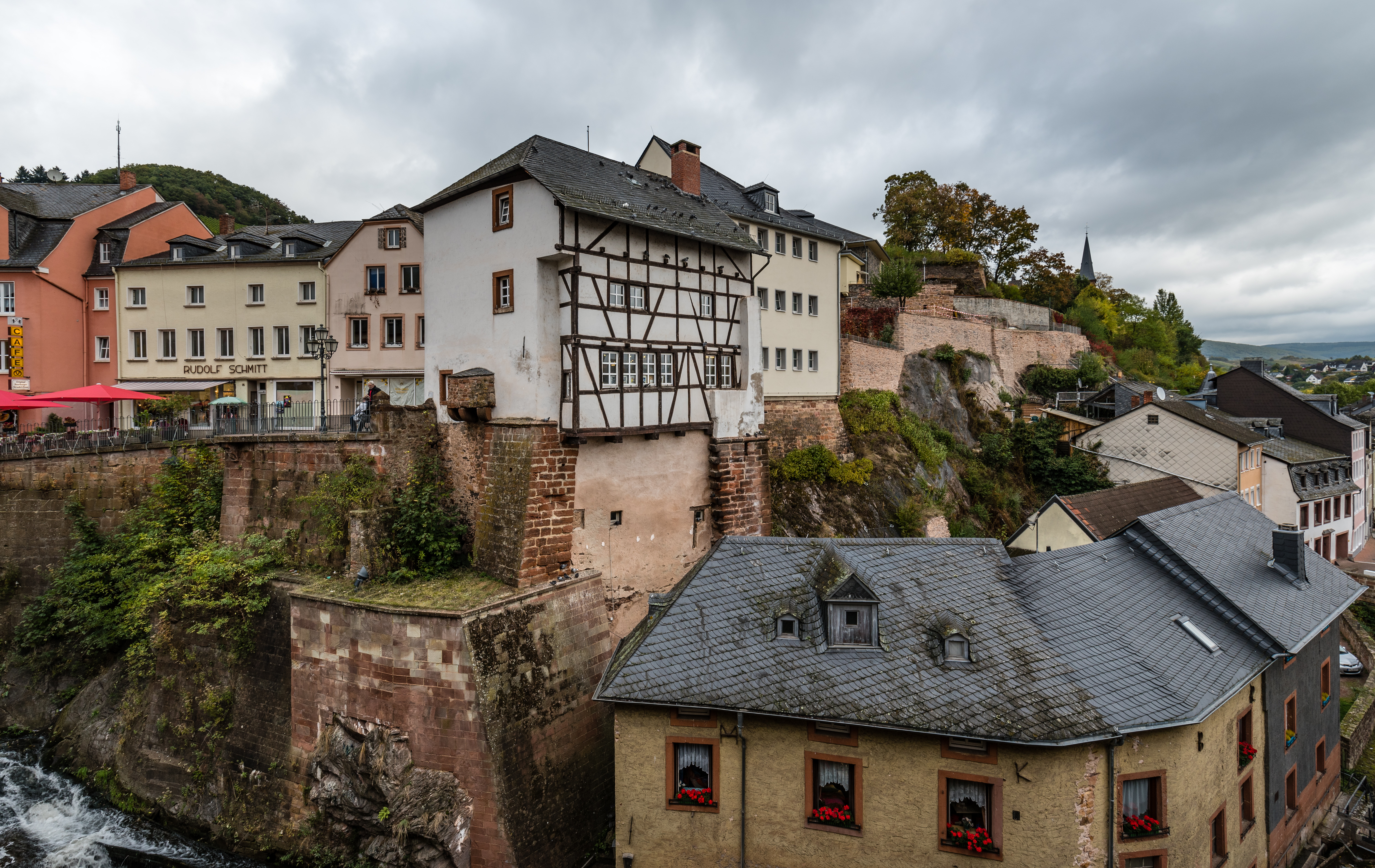
Historische Gebäude im Zentrum

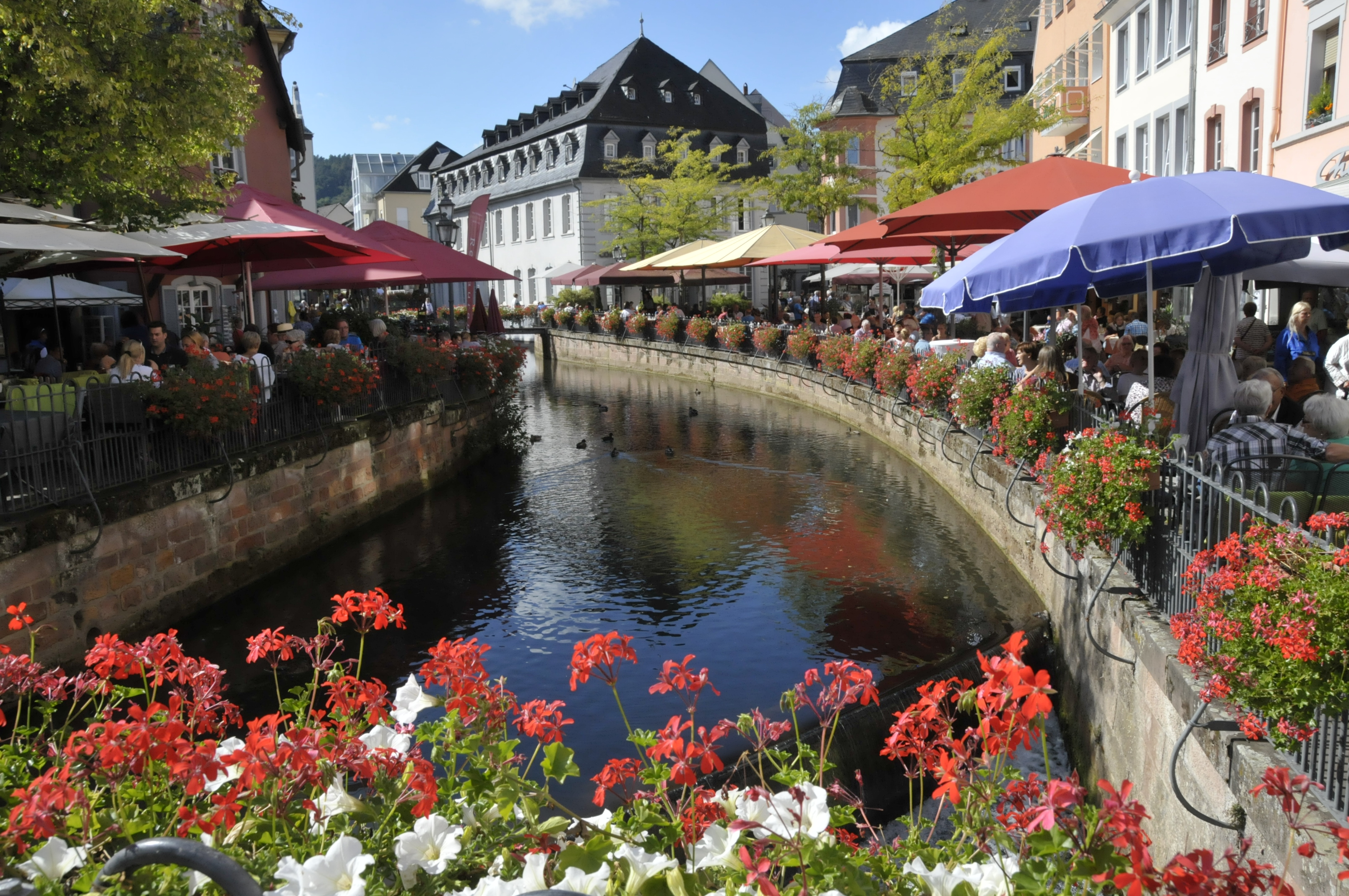
Sommer am Leukstau

Saarburg ist eine Stadt im Landkreis Trier-Saarburg in Rheinland-Pfalz. Sie liegt im westlichen Teil des Naturparks Saar-Hunsrück am Ufer der Saar sowie an der Mündung des Leukbaches. Saarburg ist der Verwaltungssitz der Verbandsgemeinde Saarburg-Kell, staatlich anerkannter Erholungsort und gemäß Landesplanung als Mittelzentrum eingestuft.

## Geographie
Das Landschaftsbild ist abwechslungsreich. Insbesondere der Verlauf der Saar zeichnet sich durch steil abfallende Berghänge, tief eingeschnittene Täler und lang gezogene Umlaufberge aus. Weinberge prägen das Ortsbild der für den Saarwein bekannten Region.
Der Schloßberg hat eine Höhe von 206,5 m ü. NHN.
Saarburg liegt ca. 20 Kilometer südwestlich von Trier.

### Stadtteile
Neben dem historischen Kern zählen zum Stadtgebiet die Stadtteile (Ortsbezirke) Kahren und Krutweiler sowie die Wohnplätze Beurig, Niederleuken, Auf der Hardt, Saargauhof, Kruterberg, Auf der Grube, Ferienpark Warsberg, Kunoweiher-Hof, Obere Kaselmühle, Rauschhof und Untere Kaselmühle.

### Nachbargemeinden
Benachbarte Gemeinden sind – von Norden im Uhrzeigersinn – Ayl, Ockfen, Irsch, Serrig, Trassem, Merzkirchen, Fisch und Mannebach.

### Klima
Der Jahresniederschlag beträgt 796 mm.

## Geschichte

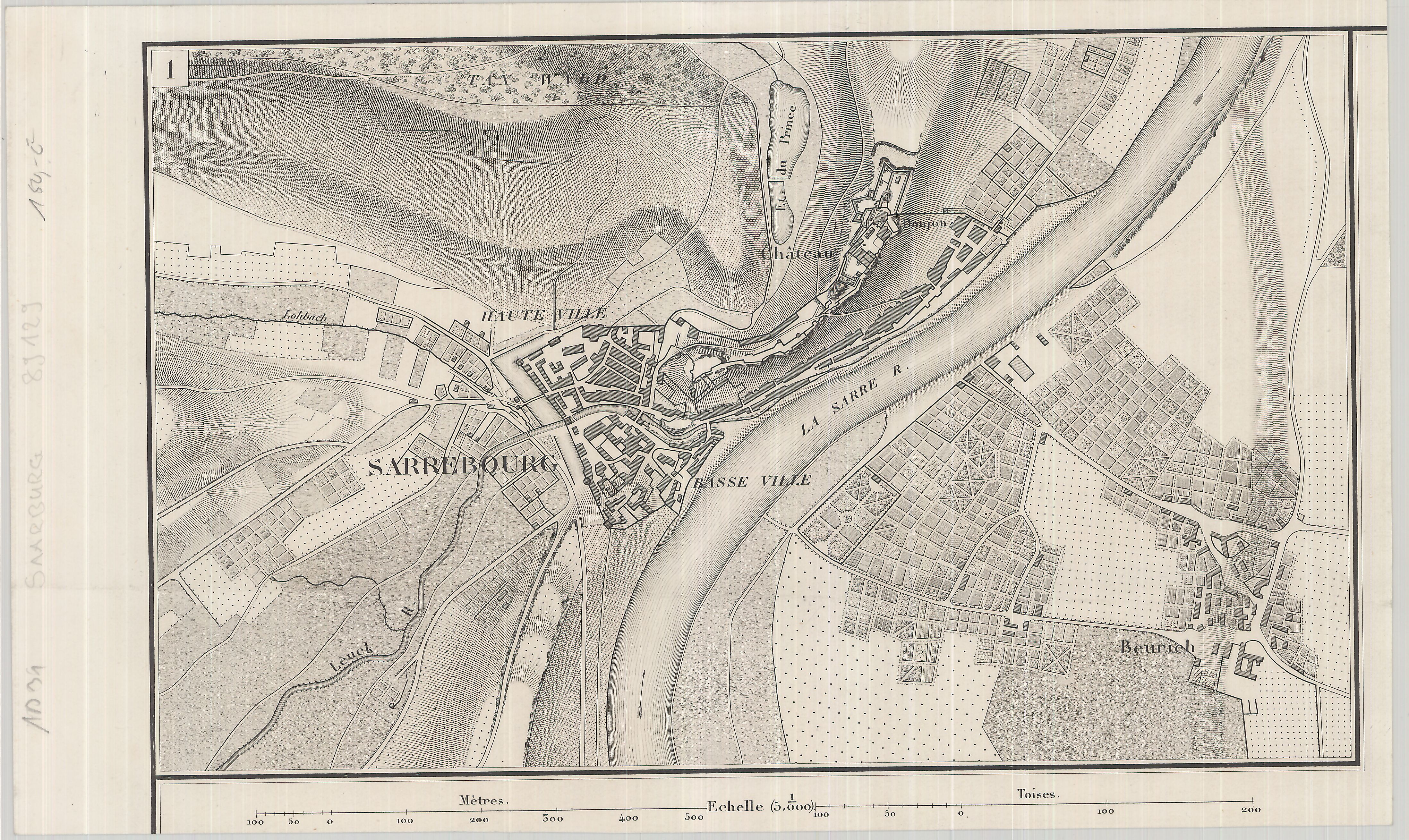
Stadt und Burg Saarburg 1830

Aufgrund vereinzelter Funde ist davon auszugehen, dass sich bereits in vorgeschichtlicher und römisch-fränkischer Zeit Ansiedlungen in Saarburg befanden. Die eigentliche Geschichte begann mit dem Bau der Burg. Erstmals erwähnt wurde die Saarburg in einem Vertrag vom 17. September 964. Zweck der Vereinbarung war die Errichtung einer Burg – eine der ältesten Höhenburgen im Westen Deutschlands – auf dem Hügel Churbelum durch Graf Siegfried I. von Luxemburg. Die zwischenzeitlich von den Trierer Erzbischöfen als eine bevorzugte Residenz genutzte Burg wurde baulich im Laufe der Zeit weiter verändert und nach Zerstörungen immer wieder instand gesetzt.
Im Zuge der Religionskriege des 16. Jahrhunderts wurde die strategische Bedeutung der Saarburg als Festung immer größer. Es folgte eine Vielzahl von kriegerischen Auseinandersetzungen um den befestigten Bergrücken, die ihren Tribut forderten. Seit 1756 wird von einem fortschreitenden Verfall der Burg berichtet. Im Zeichen wachsenden historischen Interesses kaufte die Stadt 1860 schließlich für 325 Taler die Burgruine.
Die ersten Bewohner außerhalb der Burganlage siedelten sich Anfang des 13. Jahrhunderts in Häusern unterhalb der Burg an. 1291 verlieh König Rudolf von Habsburg (1218 bis 1291) Saarburg zusammen mit den Orten Wittlich, Bernkastel, Welschbillig, Mayen und Montabaur die Stadtrechte. Um das Jahr 1500 zählte der Ort bereits 100 Feuerstellen, ohne die des Adels und des Klerus. Fischerei, Schifffahrt und Lederherstellung prägten neben dem Weberhandwerk das Wirtschaftsleben. Bis Ende des 18. Jahrhunderts gehörte Saarburg zum Kurfürstentum Trier und zum Kurrheinischen Reichskreis. Es war seit Mitte des 14. Jahrhunderts Sitz des trierischen Amtes Saarburg.
Durch die Abtrennung des Linken Rheinufers an Frankreich wurde die Stadt 1798–1814 Sitz der Verwaltungsbehörde des Kantons Saarburg, der zum Arrondissement Trier im Saardepartement gehörte. Es folgte 1816 die Bestellung der Stadt zum Sitz des preußischen Landrats für den Kreis Saarburg. Sie wurde auch Sitz der Bürgermeisterei Saarburg.
Im Jahr 1935 wurden die bis dahin eigenständigen Gemeinden Beurig und Niederleuken eingemeindet.
Im Jahr 1937 wurde die Stadt Garnisonsstadt für ein Maschinengewehr-Bataillon der Wehrmacht. Im Stadtteil Beurig wurde bis 1938 eine Kaserne mit Truppenübungsplatz neu gebaut. Im Umland der Stadt entstanden zur selben Zeit nach Frankreich ausgerichtete Befestigungsanlagen.
Bei einem Bombenabwurf der Alliierten im Zweiten Weltkrieg auf die Saarbrücke wurden am 23. Dezember 1944 Teile der Stadt sowie das Kirchengebäude der St.-Laurentius-Kirche zu rund 50 Prozent zerstört.
Im Februar 1945 besetzten US-amerikanische Truppen (94th Infantry Division) die Kaserne und die Stadt. Die amerikanischen Streitkräfte übergaben den Standort im Juli 1945 an die französischen Streitkräfte, welche den Standort bis ins 21. Jahrhundert behalten.
Am 20. Juli 1946 wurde die Stadt Saarburg gemeinsam mit weiteren 80 Gemeinden der Landkreise Saarburg und Trier dem am 16. Februar 1946 von der übrigen französischen Besatzungszone abgetrennten Saarland angegliedert. Am 8. Juni 1947 wurde diese französische Gebietserweiterung bis auf 21 Gemeinden wieder zurückgenommen; damit kam Saarburg an das 1946 neugebildete Land Rheinland-Pfalz.
Trotz der Eingemeindungen von Krutweiler am 7. Juni 1969 und Kahren am 7. November 1970 verlor die Stadt durch die Auflösung des Landkreises Saarburg und die Verlegung des Finanzamtes nach Trier ab dem Jahr 1969 an Bedeutung. 1998 richtete Saarburg jedoch den 15. Rheinland-Pfalz-Tag aus.
Die Geschichte der französischen Garnison Saarburg endete 2010 mit der Räumung des Quartier de Lattre de Tassigny. Aus dem Standortübungsplatz entsteht ein „Nationales Naturerbe“.

### Bevölkerungsentwicklung
Saarburg hatte Mitte des 19. Jahrhunderts rund 3.200 Einwohner. Durch die Eingemeindungen in den folgenden Jahrzehnten verdoppelte sich diese Zahl bis ins Jahr 1970 nahezu. Seit den 1990er Jahren steigt die Bevölkerungszahl nach einem kurzen Absinken auf unter 6.000 Einwohner kontinuierlich.
Die Entwicklung der Einwohnerzahl von Saarburg bezogen auf das heutige Stadtgebiet; die Werte von 1871 bis 1987 beruhen auf Volkszählungen:
| Saarburg: Einwohnerzahlen von 1815 bis 2023 | Saarburg: Einwohnerzahlen von 1815 bis 2023 | Saarburg: Einwohnerzahlen von 1815 bis 2023 | Saarburg: Einwohnerzahlen von 1815 bis 2023 | Saarburg: Einwohnerzahlen von 1815 bis 2023 |
| ------------------------------------------- | ------------------------------------------- | ------------------------------------------- | ------------------------------------------- | ------------------------------------------- |
| Jahr                                        |                                             |                                             |                                             | Einwohner                                   |
| 1815                                        | 1815                                        |                                             | 2.283                                       | 2.283                                       |
| 1835                                        | 1835                                        |                                             | 3.205                                       | 3.205                                       |
| 1871                                        | 1871                                        |                                             | 3.200                                       | 3.200                                       |
| 1905                                        | 1905                                        |                                             | 3.760                                       | 3.760                                       |
| 1939                                        | 1939                                        |                                             | 6.120                                       | 6.120                                       |
| 1950                                        | 1950                                        |                                             | 4.942                                       | 4.942                                       |
| 1961                                        | 1961                                        |                                             | 6.032                                       | 6.032                                       |
| 1970                                        | 1970                                        |                                             | 6.237                                       | 6.237                                       |
| 1987                                        | 1987                                        |                                             | 5.611                                       | 5.611                                       |
| 1997                                        | 1997                                        |                                             | 6.012                                       | 6.012                                       |
| 2005                                        | 2005                                        |                                             | 6.250                                       | 6.250                                       |
| 2011                                        | 2011                                        |                                             | 6.673                                       | 6.673                                       |
| 2017                                        | 2017                                        |                                             | 7.377                                       | 7.377                                       |
| 2020                                        | 2020                                        |                                             | 7.489                                       | 7.489                                       |
| 2023                                        | 2023                                        |                                             | 7.586                                       | 7.586                                       |
|                                             |                                             |                                             |                                             |                                             |

## Politik

### Stadtrat
Der Stadtrat Saarburg besteht aus 24 Ratsmitgliedern, die bei der Kommunalwahl am 9. Juni 2024 in einer personalisierten Verhältniswahl gewählt wurden, und dem ehrenamtlichen Stadtbürgermeister als Vorsitzendem.
Die Sitzverteilung im Stadtrat:
| Wahl | SPD | CDU | Grüne | Linke | WGR | Gesamt   |
| ---- | --- | --- | ----- | ----- | --- | -------- |
| 2024 | 10  | 14  | –     | –     | –   | 24 Sitze |
| 2019 | 8   | 13  | –     | 1     | –   | 22 Sitze |
| 2014 | 8   | 14  | –     | –     | –   | 22 Sitze |
| 2009 | 5   | 14  | 3     | –     | –   | 22 Sitze |
| 2004 | 5   | 13  | –     | –     | 4   | 22 Sitze |

### Bürgermeister
Andreas Reymann (parteilos) wurde am 29. August 2024 Stadtbürgermeister von Saarburg. Bei der Direktwahl am 9. Juni 2024 hatte er sich bei einer Wahlbeteiligung von 60,4 % mit 54,6 % der Stimmen gegen Holger Härtel (CDU) durchgesetzt.
Reymanns Vorgänger Jürgen Dixius (CDU) hatte das Amt von 2004 bis 2024 inne. Zuletzt bei der Direktwahl am 26. Mai 2019 war er mit einem Stimmenanteil von 70,34 % für weitere fünf Jahre in seinem Amt bestätigt worden. Bei der Wahl 2024 trat Dixius nicht mehr an.

### Partnerschaften
- Sarrebourg (alte deutsche Schreibweise ebenfalls Saarburg) (Frankreich)
- Soulac-sur-Mer (Frankreich)

## Sehenswertes

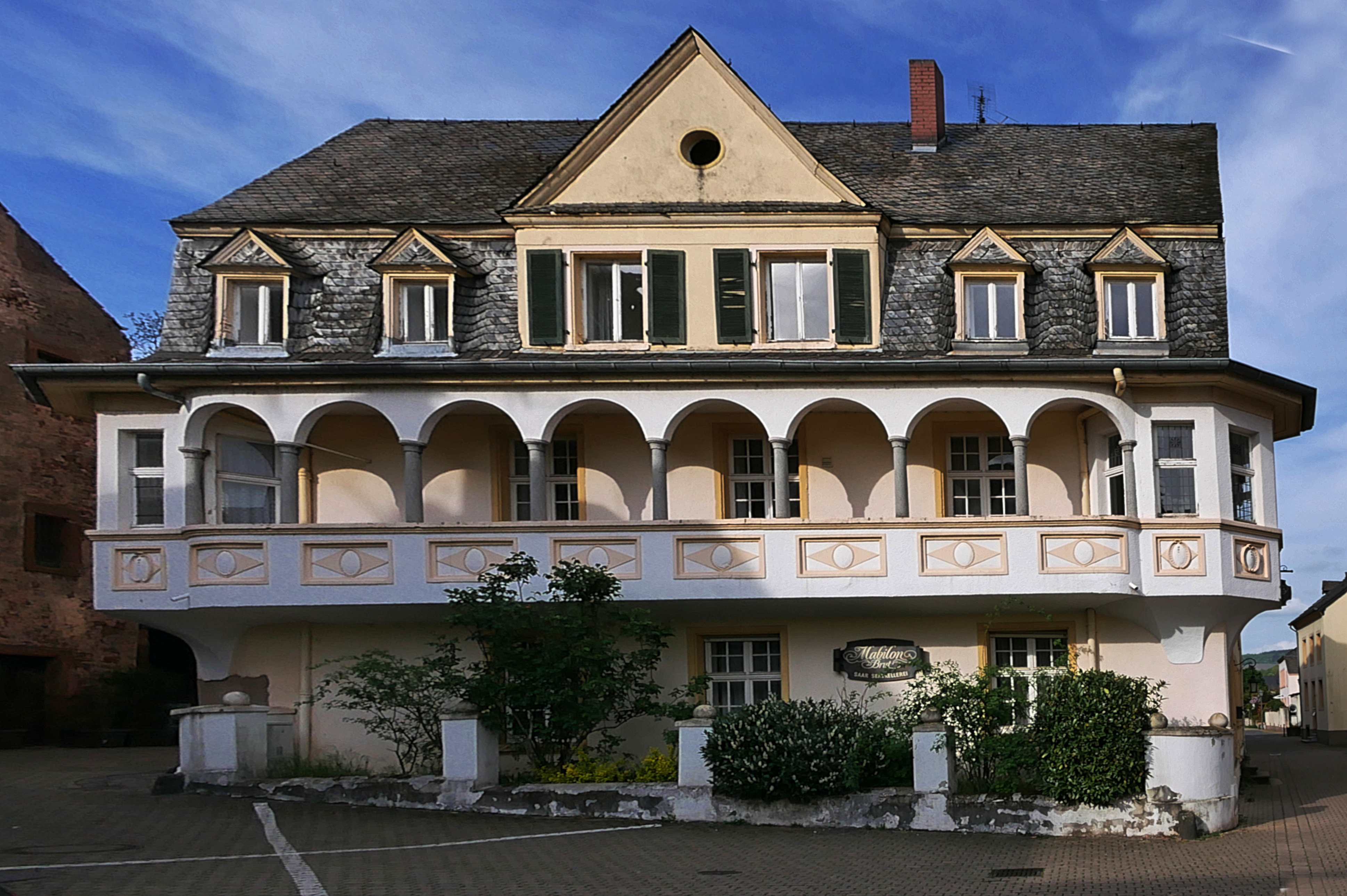
Haus Mabilon in Staden

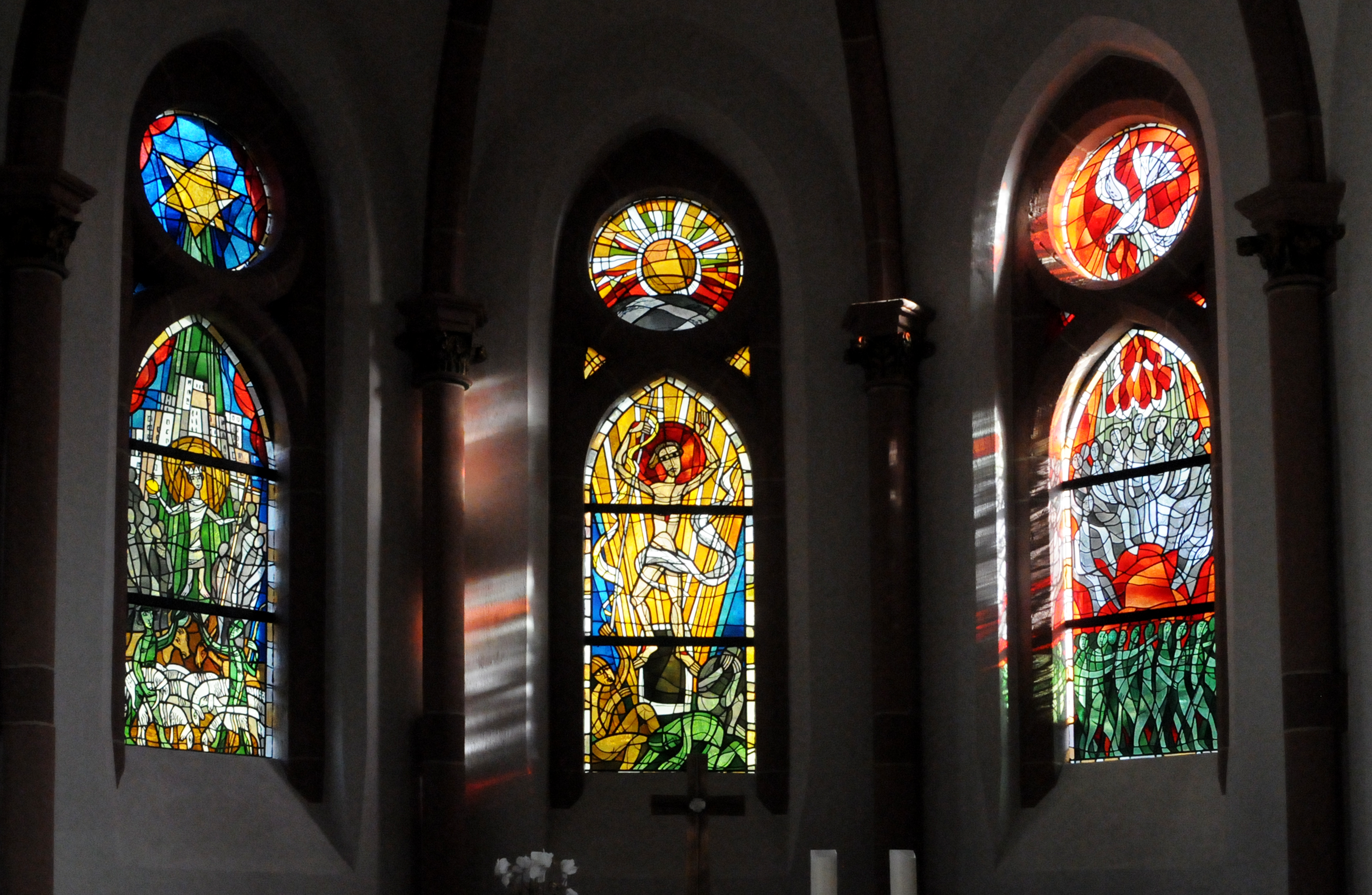
Die Werner-Persy-Glasfenster im Chor der Evangelischen Kirche

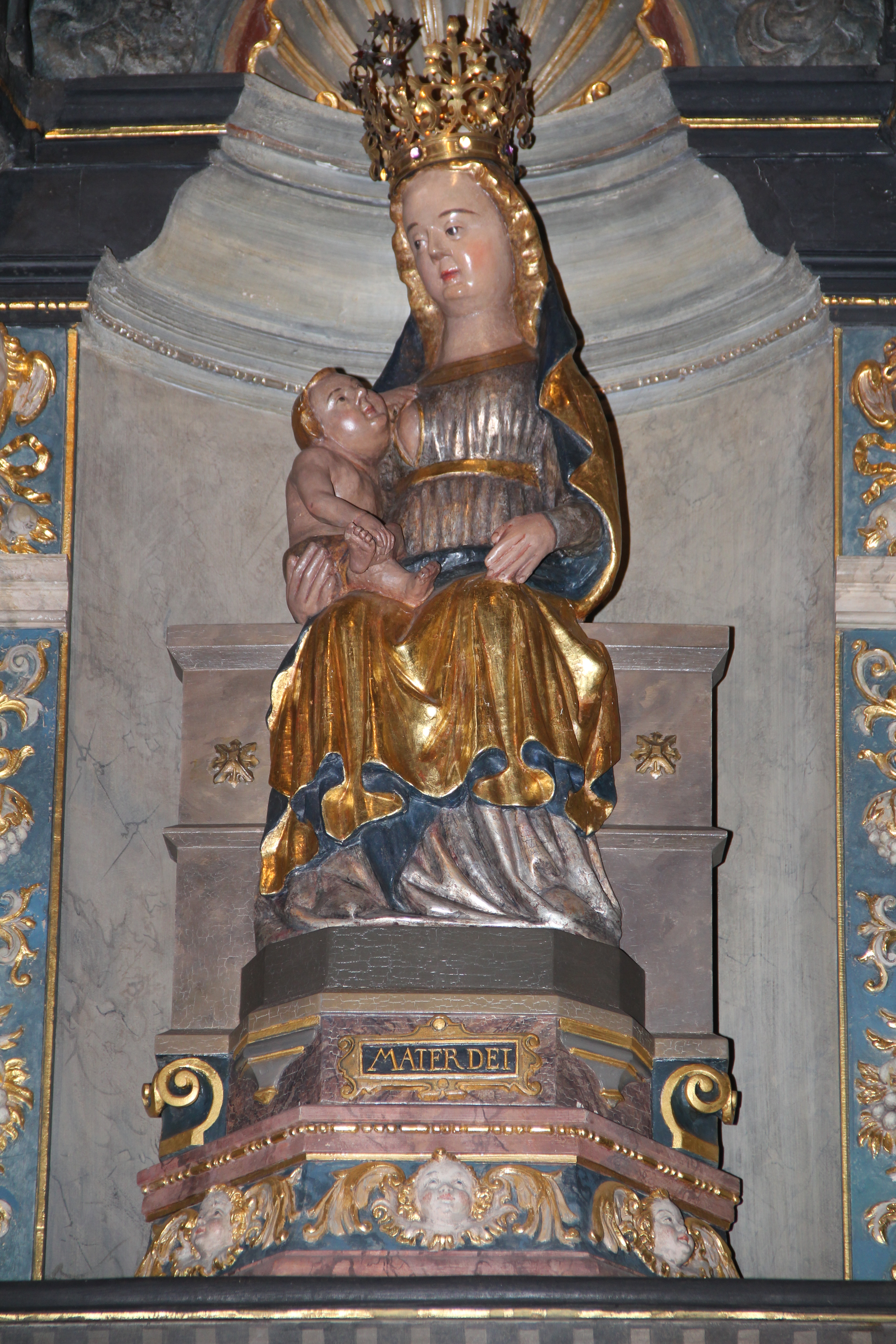
Gnadenbild in der Wallfahrtskirche zu Beurig

Interessant ist der gesamte Altstadtbereich mit der 127 m langen und durchschnittlich 38 m breiten Burganlage. Sehenswert in der Oberstadt ist besonders der Bereich des Buttermarktes mit seinen über die Leuk führenden Brücken sowie dem imposanten Schauspiel des 18 m in die Tiefe stürzenden Wasserfalls. Ein weiterer Blickpunkt des lang gestreckten Platzes ist das Gebäude Am Markt 2, ursprünglich Gasthof, später Wohn- und Geschäftshaus, heute Bank. Die anschließende Häuserzeile stammt aus dem 17. und 18. Jahrhundert und erstreckt sich entlang des Wasserfalles. Dieser wird auf der gegenüberliegenden Seite von der ehemaligen kurfürstlichen Mühle eingerahmt, dem heutigen „Amüseum“ (städtisches Museum für traditionelle Handwerksberufe und Zünfte). Unmittelbar vor der Mühle mit Blick auf den Buttermarkt stand das 1900 abgebrannte alte Rathaus.
Das Wasser der Leuk ergießt sich in den Leukkessel, der auf der einen Seite durch die 14,70 m hohe Tümpelsmauer sowie auf der anderen Seite durch das lang gezogene Gebäude der Hackenberger Mühle begrenzt wird. Früher wurden dort Getreide, Öl und Lohe gemahlen, heute ist ein Museum darin untergebracht. Oberhalb des Buttermarktes befindet sich die Pfarrkirche St. Laurentius. Die ursprünglich auf eine Kapelle aus dem 11. Jahrhundert zurückgehende Kirche wurde im Laufe der Zeit mehrfach baulichen Veränderungen unterworfen. Weitere sehenswerte Objekte in der Oberstadt sind der Fruchtmarkt, das Anfang des 20. Jahrhunderts neu gebaute Rathaus sowie der Boemundhof.
Die Unterstadt wird geprägt durch die Gasse „Staden“, in deren Verlauf sich eine Doppelreihe meist kleiner Häuser mit zum Teil spitzen und abgewalmten Giebeln entlang des Saarufers erstreckt. Am „Alten Markt“ erfährt die Straße eine platzartige Erweiterung, die durch das Anwesen Staden 114, ein dreigeschossiges Gebäude mit vierachsiger Giebelfront aus der Zeit um 1700, ihren Abschluss findet. Die bis 2002 betriebene Glockengießerei Mabilon ist inzwischen ein Museum. Seit 2011 findet in der historischen Glockengießerei ein Steampunk-Weihnachtsmarkt statt.
Auf steilen Wegen und Treppen gelangt man von der Unterstadt vorbei an der Evangelischen Kirche mit ihren Glasfenstern von Werner Persy hinauf zur Ruine der alten Saarburg. Von der Burganlage aus bieten sich imposante Blicke in alle Himmelsrichtungen, insbesondere auf die weiträumige Flusslandschaft, den Ortsteil Beurig und die Altstadt zu Füßen des Burgbergs. Zurück gelangt man bergab am „Haus Warsberg“ vorbei, dem alten Edelhof der Freiherren von Warsberg, ehemals Dienstsitz der kurfürstlichen Verwaltung und heute Sitz der Verbandsgemeindeverwaltung Saarburg-Kell.
Im erstmals 1052 urkundlich erwähnten Stadtteil Beurig am gegenüberliegenden Saarufer steht die Pfarr- und Wallfahrtskirche St. Marien, erbaut 1479–1516, zu der die älteste Marien-Wallfahrt des Bistums Trier führt (belegt seit 1304, einer der ältesten marianischen Kultorte in Deutschland); das Gnadenbild ist eine Maria lactans, eine stillende Marienfigur, die als „Mutter der Barmherzigkeit“ verehrt wird. Das Patrozinium wird an Mariä Heimsuchung (2. Juli) gefeiert; am Sonntag nach dem Festtag wird in einer feierlichen Prozession das Gnadenbild von Mädchen durch den Ort getragen („Beuriger Marientracht“).
Auf dem westlich von Saarburg beim Ortsteil Kahren gelegenen 435 m hohen Hosteberg steht der 1912 errichtete denkmalgeschützte Geheimrat-Brügmann-Turm, ein etwa 18 Meter hoher Wasser- und Aussichtsturm.
In Saarburg existieren zahlreiche Freizeitmöglichkeiten. Für kulturell interessierte Touristen sind dies neben Führungen durch die Altstadt die zahlreichen Museen sowie ein Weinlehrpfad durch die stadtnahen Weinberge auf dem 338 m hohen Warsberg. Darüber hinaus gibt es während der Saison Schiffsrundfahrten auf der Saar, eine Sommerrodelbahn auf dem Warsberg, zu dem hinauf die Saarburger Sesselbahn führt und ein Greifvogelpark mit Flugshow. Eine Vielzahl an sportlichen Betätigungen bis hin zum Tanzcafé runden das Angebot ab.
Die Saarburger Markttage am ersten Wochenende im Juli und das Saarweinfest am ersten Wochenende im September ziehen jedes Jahr tausende Besucher nach Saarburg und sind die größten Veranstaltungen in Saarburg.

## Wirtschaft und Infrastruktur

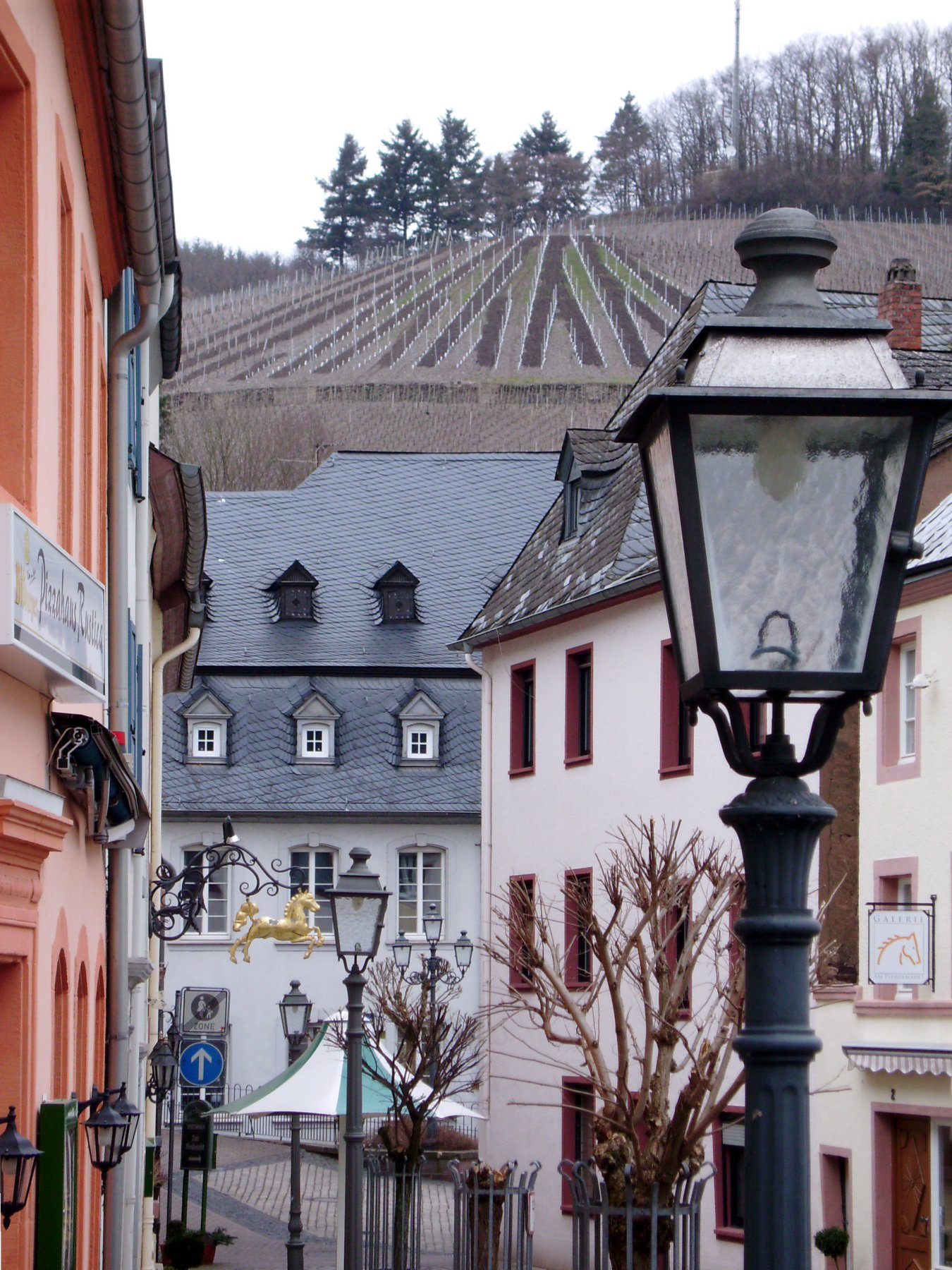
Saarburger Rausch nahe der Innenstadt: ein Weinberg

### Verkehr
Saarburg liegt an den Bundesstraßen 51 (zwischen Konz und Merzig) und 407 (zwischen Perl und Hermeskeil, in östlicher Richtung Teil der Hunsrückhöhenstraße).
Der Bahnhof Saarburg (Bz Trier) im Stadtteil Beurig liegt an der Saarstrecke. Überregionale Radwege sind der Saar-Radweg und der Hunsrück-Radweg.

### Weinbau
Saarburg gehört zum „Weinbaubereich Saar“ im Anbaugebiet Mosel. Im Ort wird von sieben Weinbaubetrieben eine bestockte Rebfläche von ca. 40 ha bewirtschaftet. Etwa 98 % des angebauten Weins sind Weißweinrebsorten (Stand 2007). Im Jahre 1979 waren noch 40 Betriebe tätig und die Rebfläche betrug 55 ha.

#### Weinlagen
- Saarburger Rausch

### Unternehmen
Geschäftsstellen der Sparkasse Trier und der Volksbank Trier Eifel sind in Saarburg ansässig.

### Öffentliche Einrichtungen
Die Stadt ist Sitz des Amtsgerichts Saarburg, das zum Landgerichtsbezirk Trier gehört.
Das Kreiskrankenhaus St. Franziskus befindet sich in der Graf-Siegfried-Straße.
Das Gymnasium Saarburg besteht seit 1887.

## Persönlichkeiten

### Personen, die in Saarburg geboren wurden
- Viktor Valdenaire (1812–1881), Fabrikant, Abgeordneter der Preußischen Nationalversammlung und Revolutionär 1848/49
- Johann Jungblut (1860–1912), Maler der Düsseldorfer Schule
- Ernst Thrasolt (1878–1945), Dichter und Mitbegründer der katholischen Jugendbewegung
- Wilhelm Franke (1891–1945), Lehrer und Politiker (SPD)
- Johann Lorth (1891–1966), Unternehmer und Politiker der CDU, Landtagsabgeordneter und Bürgermeister von Saarburg
- Hans Siburg (1893–1976), General der Flieger im Zweiten Weltkrieg
- Werner Fischel (1900–1977), erster akademischer Vertreter der Ethologie in Deutschland; erhielt 1941 in Leipzig die erste deutsche Dozentur für Tierpsychologie
- Marianne Baum (1912–1942),  Widerstandskämpferin gegen den Nationalsozialismus
- Michael Kroecher (1912–2004), Tänzer und Schauspieler
- Josef Kochems (1923–2004), Maler seiner Heimatstadt Saarburg
- Marie-Elisabeth Steffen (1925–2018), zweite Deutsche Weinkönigin (1950/51) unter ihrem Geburtsnamen Marie-Elisabeth Pütz
- Albert Pütz (1932–2008), Schriftsteller und Jurist
- Stefan von der Lahr (* 1958), Schriftsteller und Lektor
- Jürgen Kläber (* 1959),  ehemaliger Moderner Fünfkämpfer
- Hans-Jörg Schmidt-Trenz (* 1959), Wirtschaftswissenschaftler und Hochschullehrer
- Rolf Sieren (* 1962), Chorleiter der Mannheimer Liedertafel
- Oliver Maas (* 1980), Jazzmusiker

### Personen, die mit Saarburg verbunden sind
- Graf Siegfried (919–998), Gründer von Luxemburg und Erbauer der Höhenfestung Saarburg
- Boemund II. von Saarbrücken († 1367), Erzbischof und Kurfürst von Trier, erhielt Burg und Stadt Saarburg links der Leuk als Alterssitz und starb auf der Saarburg
- Jakob Staadt (1764–1818), erster Landrat des Kreises Saarburg von 1816 bis 1818
- Nikolaus Valdenaire (1772–1849), französischer Soldat, Fabrikant, Abgeordneter im Rheinischen Provinziallandtag und Revolutionär 1848/49
- Salentin von Cohausen (1782–1864), Landrat des Kreises Saarburg von 1818 bis 1847
- Karl Alexander Schmidt (1811–1865), katholischer Geistlicher und Abgeordneter im Preußischen Abgeordnetenhaus
- Friedrich von Nell (1816–1857), Landrat des Kreises Saarburg von 1847 bis 1854
- Clemens Mersmann (1820–1872), Landrat des Kreises Saarburg von 1855 bis 1871
- Reinhold Wirtz (1842–1898), Architekt, Kommunalkreis- und Diözesanbaumeister des Bistums Trier, nach dessen Plänen ab 1888 das Keller- und Kelterhaus auf dem Anwesen Reinart[16] errichtet wurde
- Joseph Frings (1860–1901), Landrat des Kreises Saarburg im Jahr 1901
- Hermann Nellen (1910–1982), Landrat des Landkreises Saarburg von 1941 bis 1945
- Otto van Volxem (1913–1994), Weingutsbesitzer, Politiker, 1948–1957 Kreistagsmitglied des Kreises Saarburg
- Rainer Rupp (* 1945), Spion für die DDR (Deckname: Topas), wuchs in Saarburg auf
- Lukasz Szukala (* 1984), deutsch-polnischer Profi-Fußballspieler, spielte 1994–1997 für TuS Fortuna Saarburg
- Edwin Klein (* 1948), zweimaliger Deutscher Meister und Olympiateilnehmer im Hammerwurf, lebt in Saarburg
- Uwe Zimmermann (* 1958), Ingenieur, Politiker (Liberal-Konservative Reformer), lebt in Saarburg